# Marcus Pfister

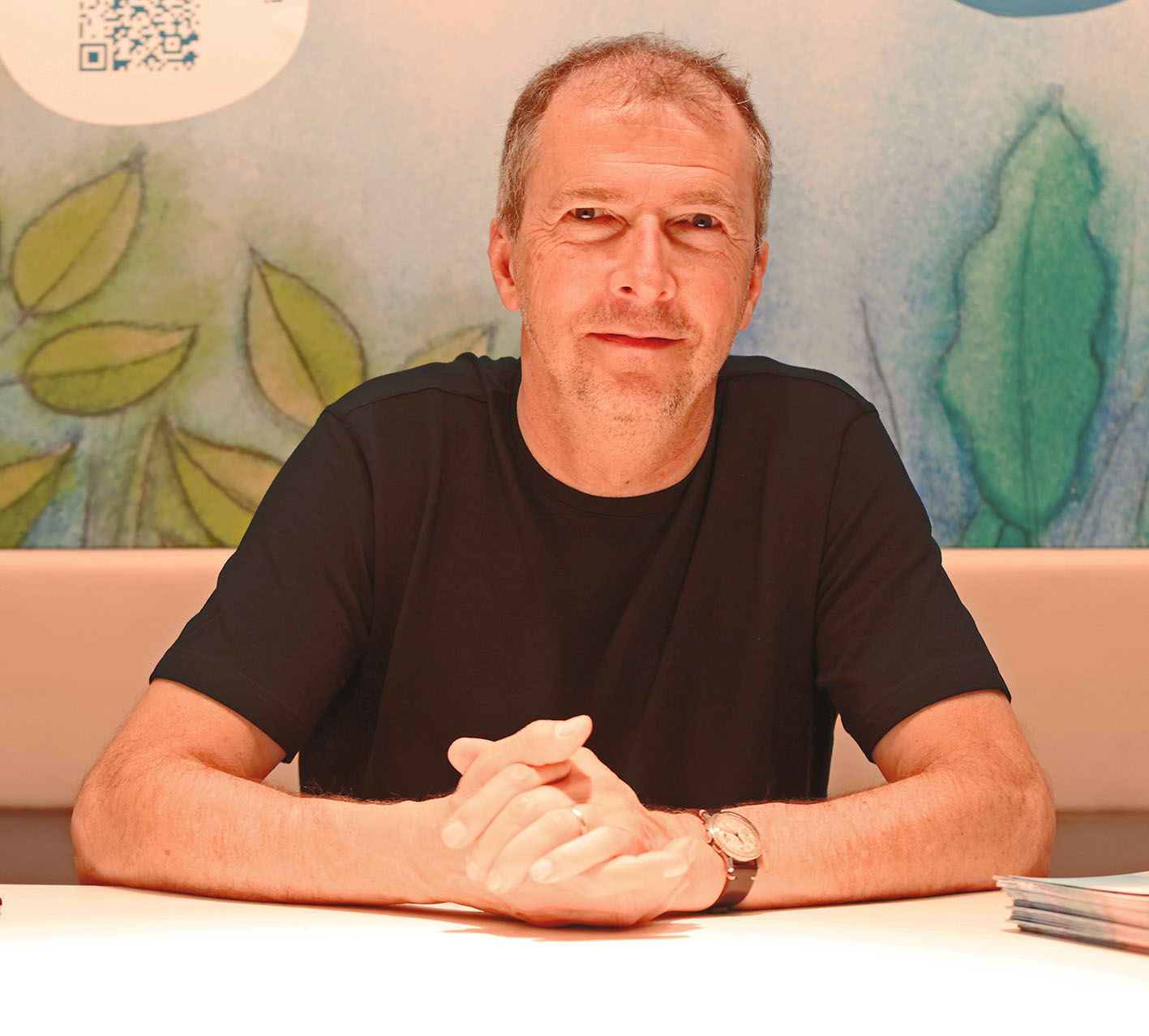
Marcus Pfister (2022)

Marcus Pfister (* 30. Juli 1960 in Bern) ist ein Schweizer Bilderbuchautor und Illustrator.

## Biografie
Nach der Schulzeit besuchte Pfister den einjährigen Vorkurs an der Kunstgewerbeschule in Bern. Von 1977 bis 1981 absolvierte er eine Grafikerausbildung in der Werbeagentur Amrein-Pieren in Herrenschwanden und bildete sich daneben an der Kunstgewerbeschule in Illustrations- und Design-Kursen weiter. Von 1981 bis 1983 arbeitete er in der Werbeagentur Alexandre Ott in Zürich, bevor er für sechs Monate die Vereinigten Staaten, Kanada und Mexiko bereiste.
Nach der Rückkehr in die Schweiz machte Pfister sich als Grafikdesigner und Konzepter selbständig, arbeitete aber auch als Künstler im Bereich Skulptur und Fotografie. 1984/85 entstand sein erstes Bilderbuch, Die müde Eule, das 1986 vom NordSüd Verlag veröffentlicht wurde, wodurch eine jahrzehntelange, erfolgreiche Zusammenarbeit mit diesem Verlag entstand.
Der internationale Durchbruch gelang Pfister 1992 mit seinem Buch Der Regenbogenfisch. Es handelt von einem Fisch, der seine glitzernden Schuppen nicht mit den anderen Fischen teilen will. Es folgten mehrere Regenbogenfisch-Bücher, die sehr erfolgreich waren. Auch mit anderen Tierfiguren wie Pinguin Pit sowie den weich verlaufenden Hintergründen seiner Aquarell-Landschaften machte sich Pfister einen Namen. Bis heute hat er 47 Bücher veröffentlicht, die in 50 Sprachen und Dialekte übersetzt und in einer Gesamtauflage von über 30 Millionen Exemplaren veröffentlicht wurden. Als Illustrator hat Pfister sich nie auf einen bestimmten Stil festgelegt, sondern setzt immer wieder neue Techniken und Bildsprachen ein.
Der amerikanische Fernsehsender PBS produzierte 2000 die 26-teilige Zeichentrickserie Der Regenbogenfisch auf Basis von Pfisters Büchern.
2025 veröffentlichte er eine berndeutsche Fassung von Goethes Faust, die sich an ein erwachsenes Publikum richtet.
Marcus Pfister hat vier Kinder und lebt mit seiner Frau Debora in Bern. Seine Lesereisen haben ihn schon in die USA, nach Südkorea, Japan und in viele europäische Länder geführt.

## Werke
- Wer ist mein Freund?, 1986
- Die müde Eule, 1986
- Die vier Lichter des Hirten Simon, 1986
- Pinguin Pit, 1987
- Wie Sankt Nikolaus einen Gehilfen fand, 1987
- Pits neue Freunde, 1988
- Biber Boris, 1988
- Pit und Pat, 1989
- Mirjam’s Geschenk, 1989
- Zottel, 1990
- Sonne und Mond, 1990
- Hoppel, 1991
- Weißt du wieviel Sternlein stehen?, 1991
- Hoppel findet einen Freund, 1992
- Der Regenbogenfisch, 1992
- Hoppel und der Osterhase, 1993
- Pit ahoy!, 1993
- Der Weihnachtsstern, 1993
- Papa Pit und Tim, 1994
- Till & Willy, 1994
- Der kleine Dino, 1994
- Hoppel lernt schwimmen, 1995
- Regenbogenfisch, komm hilf mir!, 1995
- Lieber Nikolaus, wann kommst du?, 1996
- Hoppel weiss sich zu helfen, 1997
- Mats und die Wundersteine, 1997
- Wie Leo wieder König wurde, 1998
- Der Regenbogenfisch stiftet Frieden, 1998
- Kleiner Bär ich wünsch dir was, 1999
- Der glückliche Mischka, 2000
- Mats und die Streifenmäuse, 2000
- Hallo Freund!!!, 2001
- Der Regenbogenfisch hat keine Angst mehr, 2001
- Der Regenbogenfisch lernt zählen, 2001
- Das Regenbogenfisch-Puzzlebuch, 2002
- Das magische Buch, 2003
- Henri der Künstler, 2004
- Timo und Matto, 2005
- Ein Glücksstern für Lukas, 2005
- Der Regenbogenfisch kehrt zurück, 2006
- Charly im Zoo, 2007
- Ab ins Bett, Nils!, 2008
- Monster-Party, 2008
- Wenn du mal groß bist, Nils, 2009
- Der Regenbogenfisch entdeckt die Tiefsee, 2009
- Der Regenbogenfisch lernt verlieren. NordSüd, Zürich 2017, ISBN 978-3-31-410381-0.
- Frohe Weihnachten, Regenbogenfisch. NordSüd, Zürich 2020, ISBN 978-3-31-410545-6.
- Der Regenbogenfisch glaubt nicht alles. NordSüd, Zürich 2022, ISBN 978-3-31-410611-8.
- Dr Bärner Fuuscht. Inschpiriert vom Johann Wolfgang Goethe sym Faust. Zytglogge, Bern 2025, ISBN 978-3-7296-5183-8.

## Auszeichnungen
- 1988: Schweizer Jugendbuchpreis, Auswahlliste
- 1992: Christopher Award (Preis der amerikanischen kath. Kirche)
- 1993: Critici in erba – Besondere Erwähnung
- 1993: 1. Preis Ulmer Bilderbuchspatz
- 1993: Prix spécial des Libraires religieux pour le livre d’enfant, Valence
- 1994: Prix de la Jeunesse, Cherbourg
- 1995: North Dakota Flicker Tale
- 1995: ABBY-Award (Preis des amerikanischen Buchhandels)
- 1995: North-Carolina Children’s Book Award
- 1996: Readers’ Choice Award, Michigan Reading Association
- 1996: Childrens Choices (IRA-CBC)
- 1997: Christopher Award (Preis der amerikanischen kath. Kirche)
- 1997: Steirische Leseeule
- 1998: Storytelling World Award
- 2010: Nominierung für den 3 Apples Book Award der New York Library Association
- 2014: Fischhof-Preis